# Peucedanum stuhlmannii
Peucedanum stuhlmannii là một loài thực vật có hoa trong họ Hoa tán. Loài này được (Engl.) Drude miêu tả khoa học đầu tiên năm 1898.